# Coleophora leonensis
Coleophora leonensis é uma espécie de mariposa do gênero Coleophora pertencente à família Coleophoridae.